# Финансовый лизинг
Финансовый лизинг или финансовая аренда — операция по специальному приобретению имущества в собственность и последующей сдачей его во временное владение и пользование на срок, приближающийся по продолжительности к сроку эксплуатации и амортизации всей стоимости или большей части стоимости имущества. В течение срока договора лизингодатель за счёт лизинговых платежей возвращает себе всю стоимость имущества и получает прибыль от финансовой сделки. В общем, финансовый лизинг можно рассматривать как форму долгосрочного кредитования.
Финансовый лизинг имеет трёхсторонний характер взаимоотношений. По заявке лизингополучателя лизингодатель приобретает у поставщика оборудование и передаёт его в лизинг лизингополучателю, возмещая полностью свои финансовые затраты и получая прибыль через соответствующие лизинговые платежи.

## Признаки финансового лизинга
Базовые признаки финансового лизинга:
- лизингодатель приобретает имущество не для своего собственного использования, а специально для передачи его в лизинг;
- право выбора имущества и его продавца принадлежит пользователю;
- продавец имущества знает, что имущество специально приобретается для сдачи его в лизинг, при этом имущество непосредственно поставляется пользователю и принимается им в эксплуатацию;
- претензии по качеству имущества, его комплектности, исправлению дефектов в гарантийный срок лизингополучатель направляет непосредственно продавцу имущества;
- риск случайной гибели и порчи имущества переходит к лизингополучателю после подписания акта приёмки-сдачи имущества в эксплуатацию.

## Правовое регулирование
Предметом лизинга могут быть любые непотребляемые вещи, в том числе предприятия и другие имущественные комплексы, здания, сооружения, оборудование, транспортные средства и другое движимое и недвижимое имущество, которое может использоваться для предпринимательской деятельности.
Однако предметом лизинга не могут быть земельные участки и другие природные объекты, а также имущество, которое федеральными законами запрещено для свободного обращения или для которого установлен особый порядок обращения.
Регулируется Федеральным законом РФ о финансовой аренде (лизинге), гражданским законодательством и договором лизинга.